# Estação Ferroviária de Belmonte-Manteigas
A Estação Ferroviária de Belmonte-Manteigas é uma interface ferroviária da Linha da Beira Baixa, que serve o concelho de Belmonte, no distrito de Castelo Branco, em Portugal.

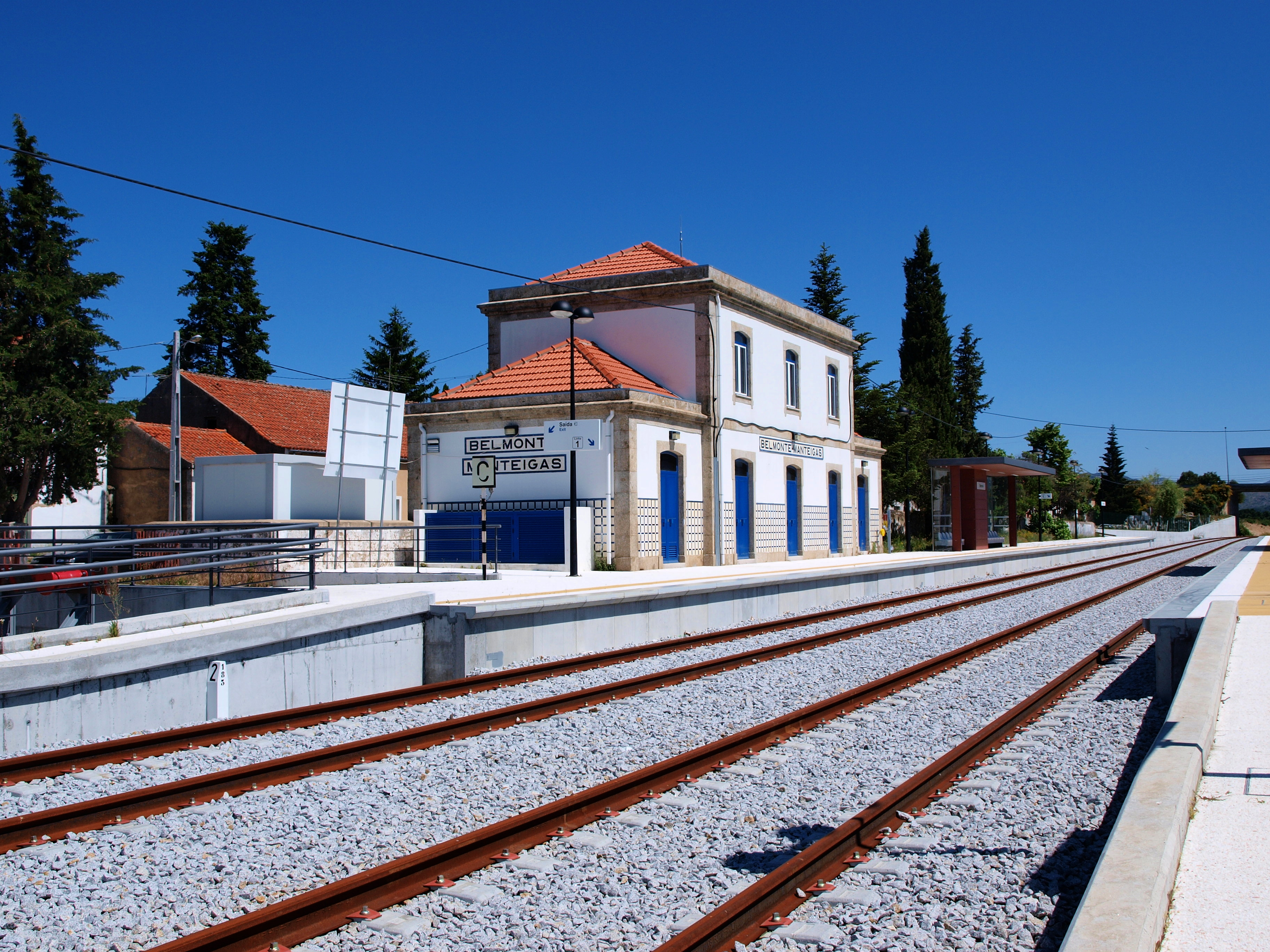
Estação de Belmonte-Manteigas, em 2011, após renovação da via.

## Caracterização

### Infraestrutura
Em 2004, esta interface possuía a classificação E (Estação) da Rede Ferroviária Nacional, que foi mantida subsequentemente. Em janeiro de 2011, apresentava duas vias de circulação, ambas com 215 m de comprimento, e duas plataformas, ambas com 140 m de extensão, e 40 cm de altura. O edifício de passageiros situa-se do lado noroeste da via (lado esquerdo do sentido ascendente, a Guarda).

## História

### Século XIX
Esta interface insere-se no lanço da Linha da Beira Baixa entre Covilhã e Guarda, que abriu à exploração em 11 de maio de 1893. Em finais de 1895, a circulação foi interrompida no troço entre a estação de Belmonte e o Apeadeiro de Benespera, obrigando ao transbordo dos passageiros.

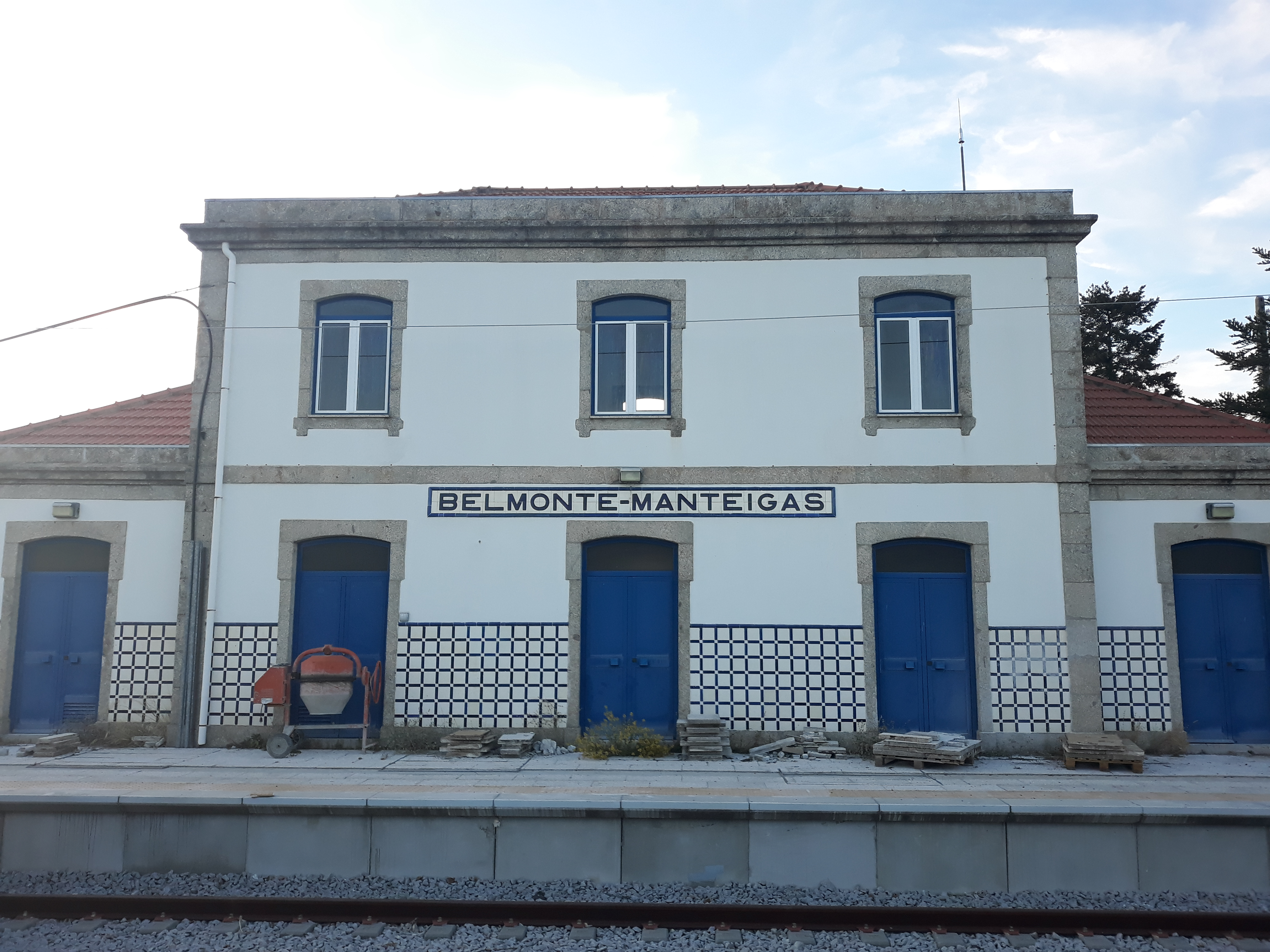
Vista da estação durante as obras, em 2019.

### Século XX
Em 16 de Abril de 1904, a Gazeta dos Caminhos de Ferro noticiou que se tinha realizado em Lisboa uma reunião de representantes de várias localidades do centro do país para pedir a construção de novas vias férreas, incluindo o prolongamento até Manteigas da planeada Linha do Zêzere, que deveria terminar na Covilhã. Em alternativa, a Linha de Penamacôr, que sairía da Sertã, poderia ser prolongada até Manteigas por Belmonte ou Caria.
Em 1913, existiam serviços de diligências ligando a estação às localidades de Belmonte, Aldeia do Mato, Sameiro, Valhelhas, Vale de Amoreira, São Gabriel, e Manteigas. Em 1926, foi expropriada uma parcela de terreno adjacente à estação, de modo a proceder ao seu alargamento e à construção de casas para os trabalhadores.

### Século XXI
O edifício da estação foi encerrado em 2003, e em 2006, atendendo ao avançado estado de degradação em que se encontrava o conjunto ferroviário, a autarquia de Belmonte procurou utilizar um dos armazéns da estação, e propôs a recuperação do edifício de passageiros para outras utilidades, como um centro de atendimento público, e a construção de habitações sociais no local dos antigos edifícios de apoio.
Em 9 de março de 2009, a circulação ferroviária foi interrompida no lanço entre a Covilhã e Guarda, para se proceder a obras de reabilitação. Esta intervenção incluiu, entre outros trabalhos, o prolongamento e o alteamento das plataformas na estação de Belmonte. Desde a suspensão dos comboios, a operadora Comboios de Portugal disponibilizou serviços alternativos por autocarros, que foram suprimidos no dia 1 de Março de 2012.

Depois de doze anos de encerramento, as obras no troço Covilhã-Guarda foram finalizadas em Abril de 2021, tendo as primeiras circulações sido iniciadas em 2 de maio de 2021, servindo igualmente a estação de Belmonte-Manteigas.